# Romería de Nuestra Señora de Cortes

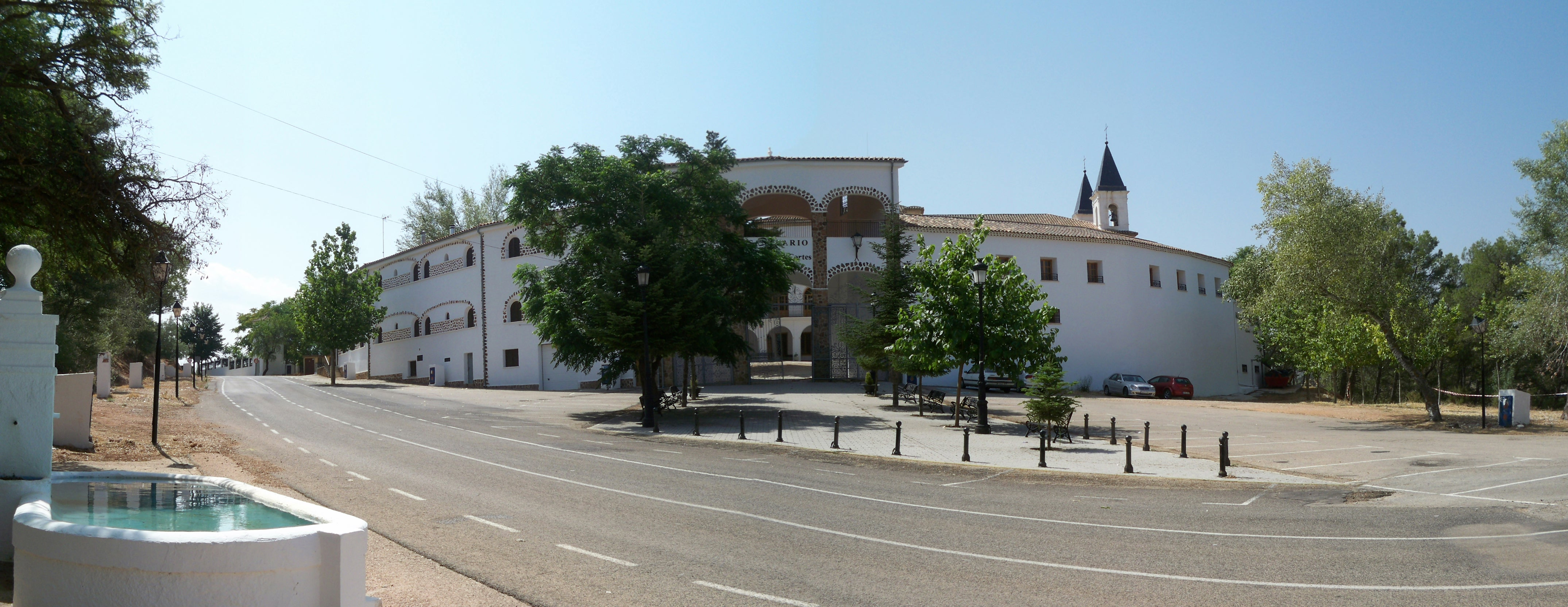
Vista panorámica del Real Monasterio de Nuestra Señora de Cortes de Alcaraz.

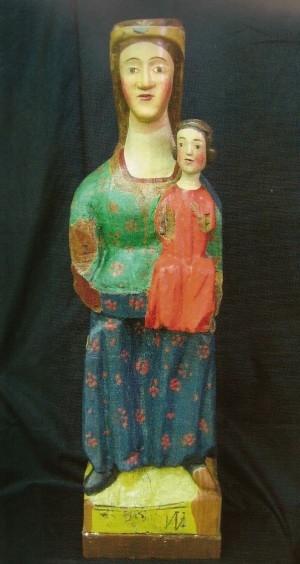
Talla de la Virgen de Cortes. Alcaraz (Albacete)

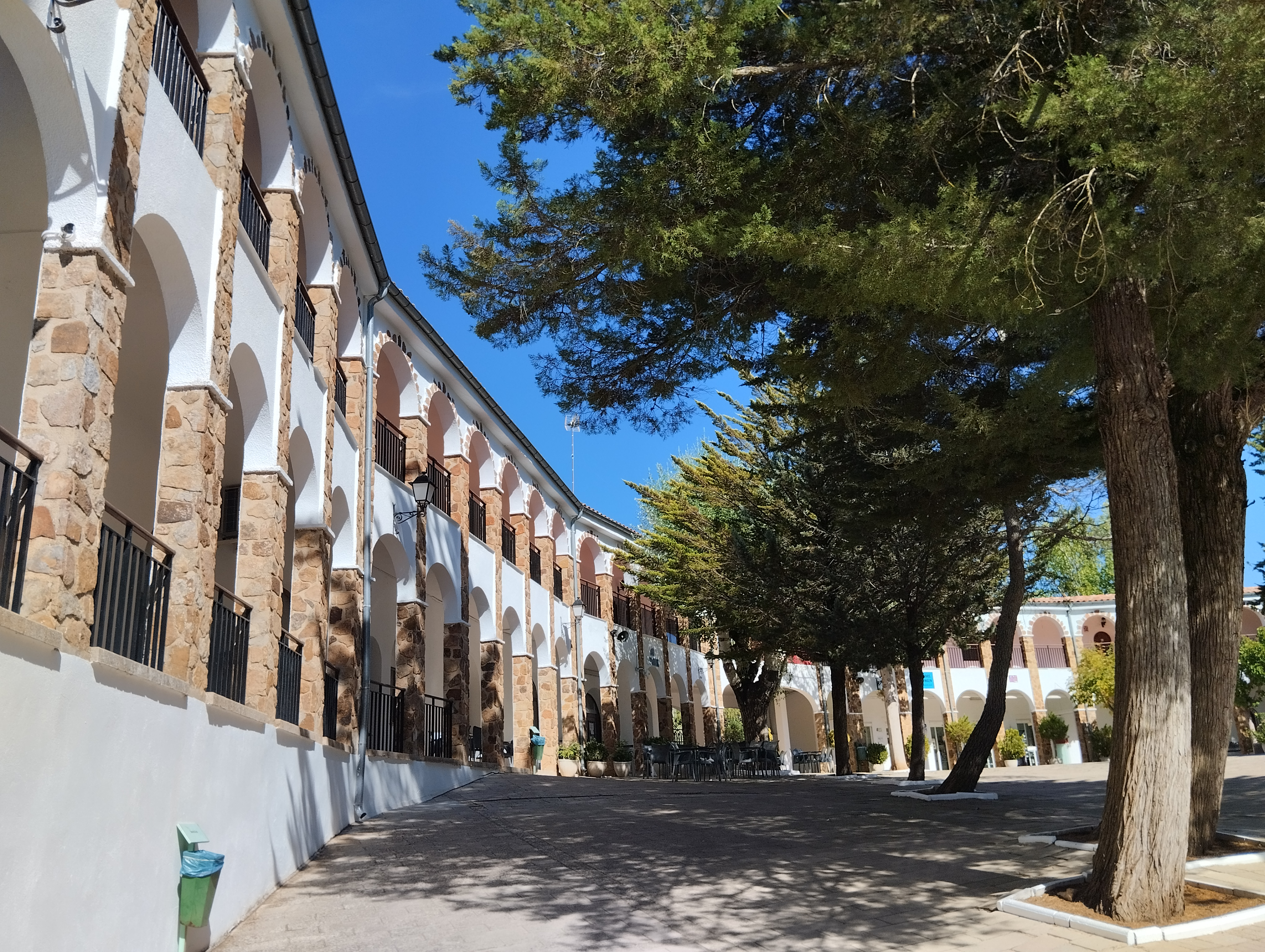
Patio de entrada al santuario de la Virgen de Cortes

La romería de la Virgen de Cortes, en Alcaraz (Albacete), es la más importante de la provincia de Albacete, aunque trasciende no solo a esa provincia castellano-manchega, sino también a otros territorios limítrofes; como la provincia de Jaén, en cuyas comarcas de la Sierra de Segura y El Condado tiene extendida mucha devoción, en la provincia de Ciudad Real las comarcas del Campo de Montiel y Calatrava y en la Vega Alta del Segura y Cuencas Occidentales de la Región de Murcia. Está declarada fiesta de Interés Turístico de Castilla-La Mancha.Su festividad se conmemora el 8 de septiembre.
A unos 6 km de Alcaraz, se encuentra el Real Monasterio y Santuario de Nuestra Señora de Cortes. En 1265, Alfonso X el Sabio se reúne con su suegro Jaime I de Aragón para delimitar terrenos de conquista, se reúnen en este lugar celebrando Cortes conjuntas, de donde toma su nombre el santuario y la advocación de la Virgen. Según la tradición, ambos monarcas son informados de la aparición de la Virgen y deciden dar una aportación para la ampliación de la iglesia preexistente y la construcción de una hospedería. 
Las romerías se celebran el 1 de mayo, 26 de agosto y 8 de septiembre. Ocasionalmente y debido a posible petición de agua en época de sequía, es posible que las fechas del 1 de mayo o la del 26 de agosto se alteren.
Otra gran ocasión que congrega un importante número de fieles en torno al Santuario, es la celebración del Viacrucis Diocesano cada V domingo de Cuaresma.
El 26 de agosto acuden los devotos de la diócesis para llevar a la Virgen a Alcaraz. Tradicionalmente se usaba el Camino Real de la Virgen, pero su descuidado mantenimiento hizo que este fuera sustituido por la carretera Nacional 322 en 1952. Actualmente éste se ha restaurado y asfaltado; en espera de que las autoridades gubernativas autoricen su uso de nuevo, se sigue trasladando la imagen por la carretera, con la consiguiente alteración del tráfico rodado en ese momento. Es de destacar las carreras que se dan a la Virgen por el camino y el recibimiento por la Puerta Nueva (de la antigua muralla) al entrar en la población. Desde este día hasta el 8 de septiembre se celebra la feria.
El 8 de septiembre es cuando en romería al Santuario de Cortes se acompaña a la Virgen de Cortes de regreso a su santuario, congregando devotos (18.000 personas en 2018) de las comarcas adyacentes, de toda la provincia de Albacete y de las provincias de Jaén, Ciudad Real, Toledo, Cuenca y Murcia. Este día hay romeros que hacen el recorrido andando desde las localidades y provincias vecinas, incluso desde Albacete (75 km, saliendo el día previo y haciendo noche en el camino) y algunos forman parte del recorrido descalzos. En este caso el uso de la Vía Verde de la sierra de Alcaraz se ha convertido en un auténtico Camino de Cortes para los romeros. 